# Worldwide Partners
Worldwide Partners är ett av världens största oberoende nätverk av fristående reklam- och kommunikationsbyrper. Nätverket finns representerat i 57 länder världen över. Worldwide Partners ägs nätverket av de 101 medlemsbyråerna. Totalt finns 146 kontor med sammanlagt 4 800 anställda. Huvudkontoret ligger i Denver, Colorado i USA. Svensk representant är Blomquist Annonsbyrå.